# Blacksund
Blacksund este o arie protejată (arie specială de conservare — SAC, sit de importanță comunitară — SCI) din Finlanda întinsă pe o suprafață de 23,98 ha, integral pe uscat.

## Localizare
Centrul sitului Blacksund este situat la coordonatele 60°21′20″N 20°47′27″E / 60.355556°N 20.790833°E.

## Înființare
Situl Blacksund a fost declarat sit de importanță comunitară în octombrie 1997 pentru a proteja un număr necunoscut de specii din flora spontană și fauna sălbatică aflate în arealul zonei. Situl a fost protejat și ca arie specială de conservare în decembrie 2015.

## Biodiversitate
Situată în ecoregiunea boreală, aria protejată conține 1 habitat natural: Taiga vestică.
La baza desemnării sitului se află un număr nedeclarat de specii protejate.
Pe lângă speciile protejate, pe teritoriul sitului au mai fost identificate 2 specii de păsări.